# Māmda
Māmda är en ort i Indien.   Den ligger i distriktet Ādilābād och delstaten Telangana, i den centrala delen av landet, 1 100 km söder om huvudstaden New Delhi. Māmda ligger 338 meter över havet och antalet invånare är 4 819.
Terrängen runt Māmda är platt. Runt Māmda är det ganska tätbefolkat, med 93 invånare per kvadratkilometer. Närmaste större samhälle är Nirmal, 18,8 km väster om Māmda. Omgivningarna runt Māmda är en mosaik av jordbruksmark och naturlig växtlighet.